# Charles Spence Bate
Charles Spence Bate, FRS, FLS (16 de março de 1819 – 29 de julho de 1889) foi um zoólogo e dentista britânico.

## Biografia
Charles Spence Bate nasceu em Trenick House, perto de Truro, na Cornualha, Inglaterra. Era filho de Charles Bate (1789–1872) e Harriet Spence (1788–1879). Ele adotou o sobrenome "Spence Bate" para se distinguir de seu pai, usando-o consistentemente em suas publicações e sendo reconhecido assim por seus contemporâneos.
Bate exerceu a odontologia inicialmente em Swansea e, posteriormente, em Plymouth, onde assumiu a clínica de seu pai. Ele também ocupou o cargo de presidente da Sociedade de Odontologia.
Enquanto zoólogo, destacou-se como uma autoridade em crustáceos, o que lhe valeu a eleição como membro da Royal Society em 1861. Bate manteve uma correspondência frequente com Charles Darwin, discutindo principalmente seu interesse em comum por cracas. Em colaboração com John Obadiah Westwood, publicou em 1868 a obra "A history of the British sessile-eyed Crustacea". Além disso, elaborou relatórios sobre os crustáceos coletados durante a expedição do HMS Challenger entre 1872 e 1876.
Charles Spence Bate faleceu em 29 de julho de 1889, em The Rock, South Brent [en], Devon, e foi sepultado no cemitério de Plymouth.

## Vida pessoal
Em 17 de junho de 1847, na igreja de Littlehempston [en], perto de Totnes [en], Bate casou-se com Emily Amelia, filha de John Hele e irmã do reverendo Henry Hele, vigário local. Emily faleceu em 4 de abril de 1884, deixando dois filhos e uma filha.
Em outubro de 1887, Bate casou-se novamente.

## Legado
Diversas espécies foram nomeadas em sua homenagem, incluindo:
- Pseudoparatanais batei (G. O. Sars, 1882)

- Amphilochus spencebatei (Stebbing [en], 1876)

- Scyllarus batei (Holthuis [en], 1946)

- Costa batei (Brady [en], 1866)

- Periclimenes batei [en] (Holthuis [en], 1959)

## Obra
C. Spence, Bate; Westwood, J.O. (1863–1868). A history of British sessile-eyed Crustacea (em inglês). London: John van Voorst (em 2 volumes).